# Старый Чекмак
Старый Чекмак (тат. Иске Чакмак) — деревня в Муслюмовском районе Татарстана. Входит в Митряевское сельское поселение.

## Описание
Расположена на правом берегу реки Ик в 7 км к югу от Муслюмово, в 75 км к юго-востоку от Набережных Челнов и в 265 км от Казани.
Имеется подъездная дорога (через село Салауз-Мухан) от автодороги Муслюмово — Актаныш и тупиковая дорога на восток к деревне Татарская Смыловка.
В деревне имеются начальная школа, клуб, библиотека.

Национальный состав — татары.
| 1870 | 1897 | 1920 | 1926 | 1938 | 1949 | 1958 | 1970 | 1979 | 1989 | 2002 | 2010 |
| ---- | ---- | ---- | ---- | ---- | ---- | ---- | ---- | ---- | ---- | ---- | ---- |
| 828  | 1483 | 517  | 530  | 445  | 352  | 297  | 282  | 202  | 166  | 132  | 100  |

## История
Деревня основана в первой половине XVIII века. До 1860-х гг. в сословном отношении жители делились на тептярей и государственных крестьян. В начале XX века функционировали мечеть и медресе. В 1916 году открылась земская библиотека.
По сведениям переписи 1897 года, в деревне Большой Чекмак (Старый Чекмак) Мензелинского уезда Уфимской губернии жили 1483 человека (803 мужчины и 680 женщин), все мусульмане.
До 1920 года деревня входила в Ново-Шуганскую волость Мензелинского уезда Уфимской губернии. С 1920 г. в составе Мензелинского кантона ТАССР. С 10.08.1930 года в Муслюмовском районе — за исключением периода с 01.02.1963 по 11.01.1965 г., когда район был упразднён и село передано в Сармановский район.
Название происходит от слова «Чакмак», в переводе огниво.